# Perry (Wisconsin)
Perry – miasto w Stanach Zjednoczonych, w stanie Wisconsin, w hrabstwie Dane.